# Экспериментальный элеватор (Самара)
Экспериментальный элеватор, или элеватор «Две башни», или Новый элеватор — элеватор, построенный в конце 1970-х годов на правом берегу реки Самара в городе Куйбышев (ныне — Самара) в стиле брутализм; первый в СССР элеватор вертикального типа. 31 марта 2025 года внесён в реестр объектов культурного наследия.

## История строительства и архитектура
Проект вертикального элеватора был разработан самарским архитектором В. Д. Смирновым и доработан архитектором Н. Дегтяревым. Генеральным проектировщиком был «Промзернопроект». Главным инженером проекта выступил начальник строительного отдела института «Промзернопроект» М. В. Колчин Строительство началось в 1970 году и были завершены в конце 1970-х годов.
«В момент строительства это был первый в России элеватор вертикального типа. При возведении этого промышленного сооружения впервые в городе был применён метод скользящей опалубки. Здание было построено за 30 дней. Объёмно-пространственное решение определялось дефицитом территории. Два цилиндра, объединённые вертикальной норией для подъёма зерна, разделены на сегменты, которые заполнялись зерном сверху. Объём нории имеет сплошное остекление, а верхний технический этаж освещается по периметру. Вертикальные пилоны завершают по периметру цилиндрические объёмы, напоминая две „короны“. В градостроительном отношении элеватор занимает важное место, оформляя въезд в центральную часть Куйбышева со стороны реки Самары».
Изначально авторами проекта элеватор задумывался как элемент ансамбля Хлебной площади, и уже на момент строительства виделся уникальным архитектурным сооружением.
Высота сооружения составляет порядка 60—65 м.

### Патенты
Всего по элеватору было зарегистрировано порядка 32 патентов. Государственным комитетом СССР по делам изобретений и открытий на элеватор было выдано авторское свидетельство №898020. Авторами изобретения в свидетельстве указаны Михаил Колчин, Павел Левченков, Марат Мердеев, Анатолий Алексашкин, Евгений Крамер, Евгений Лукьянов, Ринат Фатхутдинов. Также были запатентованы отдельные конструктивные решения, примененные в процессе строительства, например, стык арматуры (авторское свидетельство №670703).

## Современное состояние

### Оценка архитектурно-градостроительной и исторической ценности
Многие представители профессионального сообщества (градостроители и архитекторы), представители общественности и градозащитники, в том числе члены местной организации ВООПИиК считают, что сооружение обладает признаками объекта культурного наследия. Об этом заявляет в том числе председатель Самарского отделения ВООПИиК Нина Казачкова. Многие блогеры, сфера интересов которых связана с архитектурой и урбанистикой, посвящают самарскому элеватору статьи на своих порталах и в социальных сетях, например, Илья Варламов.
5 апреля 2021 года Управление государственной охраны объектов культурного наследия Самарской области опубликовало проект приказа об отказе во включении здания экспериментального элеватора в перечень выявленных объектов культурного наследия.
В 2024 году элеватор «Две башни» был включён в предмет охраны исторического поселения Самары в части охраны объёмно-пространственной структуры и композиции и силуэта застройки.

### Предложения по реконструкции и приспособлению к современному использованию
Многие самарские архитекторы в разные годы предлагали разные варианты дальнейшего использования здания элеватора. Например, проект центра современной культуры самарских архитекторов А. и О. Филимоновых, М. Малахова, Н. Куслиёвой, А. Селихова, О. Борисовой и М. Захарченко (2008), а также проект самарских архитекторов Д. и М. Храмовых, М. Мятежина, М. Моховой и О. Плиевой (2015) и другие проекты. При разработке новых проектов архитекторы ориентируются на его объёмно-пространственное решение и роль градостроительной доминанты в застройке города.

### Возможность утраты
В конце 2010-х — начале 2020-х годов часто поднимался вопрос о дальнейшей судьбе заброшенного здания элеватора. Возникали случаи попыток снести сооружение. В феврале 2023 года была предпринята последняя попытка сноса элементов здания, в том же месяце демонтажные работы были остановлены на неопределённый срок.

## Награды
- знак ЦК ВЛКСМ «Золотой колос» (сельскохозяйственная выставка в Словакии)[27]

## Галерея
- Вид на элеватор со Старого моста через реку Самару, июль 2023 года
- Вид на элеватор с улицы Князя Григория Засекина, июль 2023 года
- Вид на элеватор со старого моста через реку Самару, февраль 2010 года
- Вид на элеватор с реки Волги, август 2023 года

- Вид на элеватор с реки Самары, август 2023 года